# 马拉松 (佛罗里达州)
马拉松（英語：Marathon），是美国佛罗里达州下属的一座城市。建立于1999年。面积约为25平方公里（约合9.6平方英里）。根据2010年美国人口普查，该市有人口8,297人。论人口在本州排行第174。